# Potomak
Potomak est le label discographique du groupe expérimental allemand Einstürzende Neubauten. Il a été fondé en 1988 par le membre central du groupe Blixa Bargeld, pour assurer la réédition de l'album Kollaps en format CD. Cela permet aussi au groupe d'autoproduire certains de ses publications ou de ses rééditions, tout en continuant à produire la plupart de ses albums dans des plus grands labels comme Mute Records. Potomak produit aussi les projets solo des membres du groupe : Alexander Hacke, N.U. Unruh, Jochen Arbeit, Rudolph Moser ainsi que Ari Benjamin Meyers. La production est ensuite distribuée via Rykodisc et Indigo.

## Discographie
- 2008 	Einstürzende Neubauten The Jewels 	(CD, Album, Enh, RE, Eco)
- 2008 	Einstürzende Neubauten The Jewels 	(LP, Album)
- 2008   Alexander Hacke & Danielle de Picciotto 	The Ship Of Fools 	(CD, CD/)
- 2008   Rudi Moser 	Moser 	(CD, Album)
- 2008 	Blixa Bargeld Commissioned Music 	(CD, Comp, RE, RM, Dig)
- 2007	Einstürzende Neubauten Jewels 	(File, MP3, Album, WAV)
- 2007   Einstürzende Neubauten Weil Weil Weil 	(File, MP3)
- 2007 	Einstürzende Neubauten Alles Wieder Offen 	(CD, Enh, Album, Promo)
- 2007 	Einstürzende Neubauten Alles Wieder Offen 	(CD, Album, Ltd)
- 2007 	Einstürzende Neubauten Alles Wieder Offen 	(CD, Album)
- 2007 	Einstürzende Neubauten Weil Weil Weil 	(CD, Maxi)
- 2007	Einstürzende Neubauten Alles Wieder Offen 	(2xLP, Album, Gat)
- 2003   Einstürzende Neubauten Kollaps 	(CD)
- 2002   Einstürzende Neubauten Fuenf Auf Der Nach Oben Offenen Richterskala 	(CD, Album, RE)
- 2002   Einstürzende Neubauten Zeichnungen Des Patienten O.T. / Drawings Of Patient O.T. 	(CD, Album, RM)
- 2002   Einstürzende Neubauten Haus Der Lüge 	(CD, Album, RM, Dig)
- 2002   Einstürzende Neubauten 9-15-2000, Brussels 	(2xCD, Dig)
- 2002	Einstürzende Neubauten 1/2 Mensch 	(CD, Album, RE)
- 2002 	Einstürzende Neubauten Zeichnungen Des Patienten O.T. (Drawings Of Patient O.T.) 	(LP)
- 2002   Einstürzende Neubauten Haus Der Lüge 	(LP, Album, RE)
- 2002   Einstürzende Neubauten Kollaps 	(LP, RE)
- 2002   Einstürzende Neubauten 1/2 Mensch 	(LP, Album, RE)
- 2002  	Einstürzende Neubauten Fünf Auf Der Nach Oben Offenen Richterskala 	(LP)
- 1989	Pig 	Sick City / Shit For Brains 	(12", Single)
- 1988   Einstürzende Neubauten Kollaps 	(CD)

### Série Musterhaus
- 2007 MUSTERHAUS 8 	Einstürzende Neubauten Weingeister 	(CD, Enh, Dig)
- 2006 MUSTERHAUS 7 	Einstürzende Neubauten Stimmen Reste 	(CD, Album, Dig)
- 2006 MUSTERHAUS 6 	Einstürzende Neubauten Klaviermusik 	(CD)
- 2006 MUSTERHAUS 5 	Einstürzende Neubauten Kassetten 	(CD)
- 2006 MUSTERHAUS 4 	Redux Orchestra versus Einstürzende Neubauten Redux Orchestra versus Einstürzende Neubauten 	(CD, Album)
- 2006 MUSTERHAUS 3 	Einstürzende Neubauten Solo Bassfeder - Komposition 	(CD)
- 2005 MUSTERHAUS 2 	Einstürzende Neubauten Unglaublicher Laerm 	(CD, Dig)
- 2005 MUSTERHAUS 1 	Einstürzende Neubauten Anarchitektur 	(CD, Album)

### Supporter Project
- 2007 	Einstürzende Neubauten Alles Wieder Offen (Supporter Edition) 	(CD, Album, Ltd, Dig)
- 2005 	Einstürzende Neubauten Grundstueck (Supporters' Album #2) 	(CD + DVD)
- 2005  	Einstürzende Neubauten Grundstueck (Supporters' Album #2) 	(CD, Album)

### DVD/Video
- 2007 	Einstürzende Neubauten 3 Jewels 	(DVD, PAL, NTSC)
- 2005 	Einstürzende Neubauten 1/2 Mensch 	(DVD + CD)
- 2005 	Einstürzende Neubauten 1/2 Mensch 	(DVD)